# Сателити
Сателити су босанска група изворне музике основана 1989. године. Оригинални певач и оснивач групе, Муто Хасановић, и даље је члан групе као главни вокал.
Сателити су основали Муто, Мики „Виолина“ и Царка. Верује се да је Мики „Виолина“ напустио групу, али шта се заиста десило са њим је непознато. Од 2003. до 2009. године, чланови су били Муто, Един, Азис и Хазим. Године 2009. Един, Азис и Хазим напуштају групу и оснивају своју групу под називом „Едо и Сателити Дрине“. 
Према сопственим тврдњама, њихови највећи хитови су: Нож Жица Кравица, Срешћемо се у Кравици рођо и Уби Чету, (објављене 1993, друго издање 2002) у којима се величају злочини над Србима у Кравици, као и улога Насера Орића у тим злочинима. Други пјесме су: „Црна двојка“ (2015) и „Фејсбук“ (2014).

## Чланови

### Тренутни
- - Муто – главни вокал
  - Едо – пратећи вокал, шаргија
  - Садик Хасановић – главни и пратећи вокал, клавијатуре, те аутор већине текстова
  - Фудо – виолина

### Бивши
- - Муто – главни вокал
  - Един Едо – главни вокал, клавијатуре
  - Азис – виолина
  - Хазим – пратећи вокал
  - Мики – виолина
  - Царка – пратећи вокал

## Дискографија
- То је живот прави – 1989
- Ратне пјесме – 1992–1995
- Селам Подрињу – 2002
- Кад би знала моја жена – 2003
- Кад била жена ко швалерка – 2004
- Гори ми под ногама – 2005
- Волим жене – 2006
- Никад нисам – 2007
- Далеко је моја Босна – 2008
- Хана конто отворила – 2008
- Нека, нека Хано – 2013
- Кад се жене напију – 2014
- Бијеле блузе, свилене димије – 2017
- Свој на своме – 2018
- Плачу жене и спомињу мене – 2019
- Удри мушки – 2019
- Жена зове, а швалерка пише – 2019